# ريسانا
ريسانا (بالإيطالية: Resana)‏ هي بلدية في مقاطعة تريفيزو بمنطقة فنيتة، شمال إيطاليا. تقع على35 كيلومترًا (22 ميلًا) شمال غرب مدينة البندقية، و25 كيلومترًا (16 ميلًا) غرب تريفيزو.